# Дженіфер Бренінг
Дженіфер Бренінг (нім. Jenifer Brening, 15 грудня 1996, Берлін, Німеччина) — німецька співачка. Разом з Джессікою представник Сан-Маріно на пісенному конкурсі Євробачення 2018 з піснею «Who We Are».

## Дискографія

### Альбоми
- 2016: Recovery

### Сингли
- 2018: «Until the Morning Light»
- 2018: «Who We Are» (Jessika feat. Jenifer Brening)